# Finn Carter
Finn Carter, pseudonimo di Elizabeth Fearn Carter (Greenville, 9 marzo 1960), è un'attrice statunitense.
È figlia dell'ex Assistente Segretario per gli Affari Pubblici del Dipartimento di Stato degli Stati Uniti Hodding Carter.

## Carriera
Finn Carter divenne famosa con la sua partecipazione come Sierra Esteban nel dramma della CBS Così gira il mondo, dal 1985 al 1988. È apparsa nella serie televisiva China Beach interpretando l'infermiera Linda Matlock Lanier, e successivamente Rhonda Lebeck nel film Tremors. Il suo debutto nel mondo del cinema è stato in Commissione d'esame con Anthony Edwards. La sua ultima apparizione sul grande schermo è del 2005 nel film indipendente Halfway Decent con Ernie Hudson.
La Carter iniziò la sua carriera nel mondo del teatro come membro del The Circle Repertory Company di New York. Le sue co-star sono stati Mary Louise Parker e Jon Tenney. La sua seconda apparizione teatrale è stata al Pasadena Playhouse nel revival di Biloxi Blues.

## Vita privata
Finn Carter è divorziata dall'attore Steven Weber che ha incontrato sul set di Così gira il mondo, quando interpretava il personaggio di Kevin Gibson. Anche il suo secondo matrimonio, con James Woodruff, dal quale ha avuto due figli, si è concluso con un divorzio.
Il fratello è l'autore e avventuriero Hodding Carter IV, che vive nel Maine. Carter ha anche due sorelle, Catherine (un avvocato) e Margaret (una artista), che vivono nel Mississippi. Ha anche due fratellastri, Craig Derian e Michael Derian.

## Filmografia

### Cinema
- Commissione d'esame (How I Got Into College), regia di Savage Steve Holland (1989)
- Tremors, regia di Ron Underwood (1990)
- Sweet Justice - 5 donne per una vendetta (Sweet Justice), regia di Allen Plone (1991)
- L'agguato - Ghosts from the Past (Ghosts of Mississippi), regia di Rob Reiner (1996)
- Halfway Decent, regia di Alan Berger (2005)

### Televisione
- Così gira il mondo (As the World Turns) – soap opera, 109 episodi (1985-1988)
- Sogni infranti (Dream Breakers), regia di Stuart Millar – film TV (1989)
- Monsters – serie TV, episodio 1x15 (1989)
- Nasty Boys – serie TV, episodio 1x05 (1990)
- Hawaii paradiso di sangue (Revealing Evidence: Stalking the Honolulu Strangler), regia di Michael Switzer – film TV (1990)
- Lifestories – serie TV, episodio 1x07 (1990)
- China Beach – serie TV, 4 episodi (1990-1991)
- Law & Order - I due volti della giustizia (Law & Order) – serie TV, episodio 2x11 (1991)
- Per amore della legge (Sweet Justice) – serie TV, episodio 1x02 (1994)
- La signora in giallo (Murder, She Wrote) – serie TV, episodio 11x13 (1995)
- Un detective in corsia (Diagnosis: Murder) – serie TV, episodio 2x16 (1995)
- E.R. - Medici in prima linea (ER) – serie TV, episodio 2x05 (1995)
- Oltre i limiti (The Outer Limits) – serie TV, episodio 2x06 (1996)
- NYPD - New York Police Department (NYPD Blue) – serie TV, episodio 3x16 (1996)
- Secret Service Guy – serie TV, 7 episodi (1996)
- Chicago Hope – serie TV, episodio 3x17 (1997)
- Un'altra città, un altro amore (Love in Another Town), regia di Lorraine Senna – film TV (1997)
- Profiler - Intuizioni mortali (Profiler) – serie TV, episodio 4x04 (1999)
- La verità nascosta (Missing Pieces), regia di Carl Schenkel – film TV (2000)
- Giudice Amy (Judging Amy) – serie TV, episodio 2x06 (2000)
- Kate Brasher – serie TV, episodio 1x02 (2001)
- FreakyLinks – serie TV, episodio 1x11 (2001)
- Taking Back Our Town, regia di Sam Pillsbury – film TV (2001)
- Squadra Med - Il coraggio delle donne (Strong Medicine) – serie TV, episodio 3x02 (2002)
- MDs – serie TV, episodio 1x04 (2002)
- The Pennsylvania Miners' Story, regia di David Frankel – film TV (2002)
- CSI - Scena del crimine (CSI: Crime Scene Investigation) – serie TV, episodio 3x19 (2003)
- The Guardian – serie TV, episodio 3x15 (2004)